# Maibe Altagracia Sánchez Caminero
Maibe Altagracia Sánchez Caminero de Calventi ist eine dominikanische Diplomatin. Sie war von 2018 bis 2020 Botschafterin der Dominikanischen Republik in Berlin.

## Berufsweg
Maibe Sánchez Caminero arbeitete von 1972 bis 1984 als Vizepräsidentin und Verwaltungsleiterin des Unternehmens „Diseños & Consultas“ sowie von 1986 bis 1992 als Verwaltungsleiterin der „Karaka Department Stores“. Sie absolvierte ein Zusatzstudium an der European School of Economics in Rom und verschiedene Programme für Angehörige des diplomatischen Dienstes.
Sánchez heiratete in zweiter Ehe den Architekten Rafael Calventi Gaviño. Nachdem ihr Ehemann in den diplomatischen Dienst des Landes eintrat, verantwortete Sánchez seit 1997 an der Botschaft in Italien die Bereiche Kultur, Protokoll und Verwaltung. Im gleichen Bereich war sie von 2000 bis 2001 in Mexiko tätig. In Argentinien gehörten von 2005 bis 2009 Protokoll und Sicherheit zu ihren Aufgaben. Anschließend übernahm sie Kultur, Protokoll und Verwaltung in Berlin.
Rafael Calventi starb am 19. August 2018 im Alter von 86 Jahren in Berlin. Zu seiner Nachfolgerin als Botschafterin in der Bundesrepublik Deutschland ernannt, übergab Maibe Sánchez Caminero am 19. Dezember 2018 ihr Akkreditierungsschreiben an Frank-Walter Steinmeier. Am 3. Februar 2021 wurde Francisco Alberto Caraballo Nunez ihr Nachfolger.

## Privates
Sánchez ist Mutter von vier Kindern. Sie spricht Spanisch und Italienisch.
Ihr Sohn Jean Alain Rodríguez Sánchez (* 1975) war von 2016 bis 2020 Generalstaatsanwalt der Dominikanischen Republik. Mit dem Regierungswechsel wurde Miriam Germán Brito seine Nachfolgerin.